# Obernkirchen
Obernkirchen är en stad i Landkreis Schaumburg i det tyska förbundslandet Niedersachsen. Obernkirchen, som för första gången nämns i ett dokument från år 775, har cirka 9 000 invånare.